# Terzo periodo intermedio
Il  Terzo periodo intermedio dell'Egitto comprende le dinastie che vanno dalla XXI alla XXV dinastia, coprendo un arco di tempo dal 1070 a.C. al 656 a.C.
All'interno di questo periodo devono anche essere inserite la Dinastia dei Primi Profeti di Amon di Tebe, che di fatto governò la regione tebana in modo indipendente durante la XXI dinastia e XXII dinastia, e le Divine Spose di Amon che svolsero un analogo ruolo durante la XXV dinastia.

## XXI dinastia
Per l'elenco completo dei sovrani di questa dinastia vedi XXI dinastia egizia.
Con la XXI dinastia si apre il periodo della storia dell'Egitto detto Terzo periodo intermedio.
Si trattò di una lunga fase di allentamento dei legami interni dello stato e di frantumazione del potere. Durante la XXI dinastia, pur essendovi, almeno apparentemente, un solo Re dell'Alto e Basso Egitto il potere fu diviso fra tre poli principali che però, a differenza di altri periodi di frammentazione, non furono, di norma, in conflitto tra loro ma anzi talvolta i loro governanti furono imparentati tra loro.
Il sovrano ufficiale che esercitava un potere effettivo sul Basso e Medio Egitto pose la sua capitale a Tani nella regione del delta del Nilo.
La regione Tebana fu governata, di fatto, dai Primi Profeti di Amon discendenti da Herihor. Taluni di questi pontefici assunsero anche titoli facenti parte della titolatura reale, senza però mai mettere in discussione il potere, nominale, del sovrano di Tani.
Un terzo polo di potere fu costituito dai principati semi-indipendenti, creatisi tra Medio e Basso Egitto, governati dai principi libici discendenti di quelle genti libiche che erano entrate in Egitto come prigionieri di Ramses III.

Questa situazione di divisione indebolì notevolmente l'Egitto anche sul piano internazionale.
L'influenza nella regione palestinese, di fatto tributaria dell'Egitto durante il Nuovo Regno, si ridusse praticamente a nulla anche se rimasero attive le vie commerciali con Biblo e le altre città della Fenicia ed occasionalmente vennero effettuate spedizioni militari in difesa principalmente appunto delle rotte di commercio.
Anche il controllo sulla Nubia cessò durante la XXI dinastia ed anche se alcuni tra i Primi Profeti di Amon si fregiarono ancora del titolo Figlio del re di Kush fu in maniera puramente formale.

## XXII dinastia
Per l'elenco completo dei sovrani di questa dinastia vedi XXII dinastia egizia.
I sovrani di questa dinastia che governarono l'Egitto, o parte di esso, dal 945 a.C. al 717 a.C., furono tutti di origine libica, discendenti di quelle genti entrate nella valle del Nilo inizialmente come prigionieri di guerra agli inizi della XX dinastia e che avevano poi servito, per generazioni, in qualità di mercenari venendo infine a costituire il nerbo dell'esercito egizio.
I principi di queste genti, che portavano tutti il titolo di Grandi Capi dei Ma, da Mashuash, una delle più importanti tribù libiche, nel corso della XXI dinastia avevano fondato una serie di principati, dotati di notevole autonomia, nelle regioni occidentali del delta del Nilo e del Medio Egitto.
Il trapasso della regalità dalla XXI alla XXII dinastia avvenne in modo pacifico e solo i potenti Primi profeti di Amon, che durante il periodo precedente avevano governato, come sovrani, Tebe e parte dell'Alto Egitto tentarono qualche forma di resistenza armata venendo però sconfitti e costretti all'esilio in Nubia, dove daranno vita ad un regno fortemente egizianizzato da cui avrà poi origine la XXV dinastia.
Anche la XXII dinastia risentì della tendenza al frazionamento politico che aveva caratterizzato il periodo precedente e dopo i primi sovrani, che avevano fatto sperare in una ripresa del potere centrale, l'anarchia feudale riprese il sopravvento giungendo alla creazione delle dinastie contemporanee XXIII e XXIV.
La XXII dinastia terminò quando l'ultimo sovrano, Osorkon IV, rese omaggio a Pianki, primo sovrano della XXV dinastia.

Con i sovrani di questa dinastia entrò nella titolatura ufficiale l'epiteto Pr ՚3 - Grande Casa, da cui il termine greco φαραώ pharaṑ ossia faraone, che in origine aveva identificato solamente la Residenza e dalla XVIII dinastia era entrato nell'uso come termine di rispetto per indicare anche il sovrano.

## XXIII dinastia

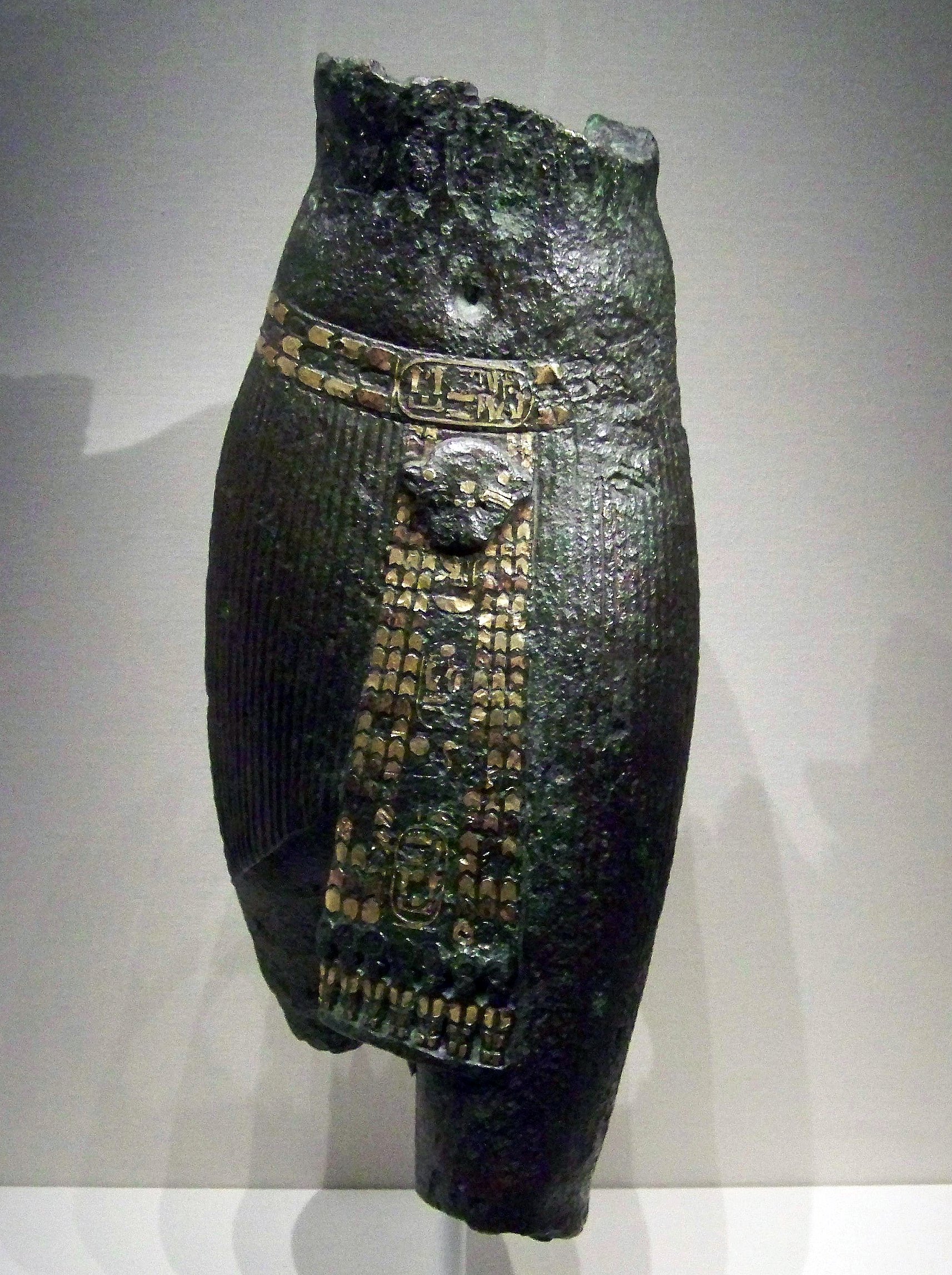
Torso di Petubasti I in bronzo. Museo Calouste Gulbenkian, Lisbona.

Per l'elenco completo dei sovrani di questa dinastia vedi XXIII dinastia egizia.
Contemporanea all'ultima fase della XXII dinastia egizia comprende un certo numero di sovrani che governarono da Leontopoli sulla parte occidentale del delta del Nilo e su parte del Medio Egitto. L'esatto numero dei sovrani e la loro successione non sono del tutto certi; gli epitomatori di Manetone sono in disaccordo tra loro ed in disaccordo con i dati archeologici.
Fondatore della dinastia fu Petubasti I, un principe libico probabilmente imparentato con la famiglia reale. La nuova dinastia, la cui creazione fu, probabilmente, appoggiata dal potente clero tebano, mantenne comunque buoni rapporti con i sovrani di Bubasti.
Malgrado l'estrema confusione politica del momento durante la XXIII dinastia si cominciarono a delineare quelle caratteristiche che diverranno poi tipiche con l'avvento della XXVI dinastia: il ritorno a forme artistiche tradizionali, il recupero e lo studio dei testi letterari antichi, lo sviluppo di nuove sistemazioni teologiche e la diffusione di culti locali legati a divinità associate a forme animali.
La XXIII dinastia finì, insieme alla XXII ed alla XXIV dinastia quando Pianki, primo sovrano della XXV dinastia, si mosse dalla Nubia con l'obiettivo di riunificare l'Egitto

## XXIV dinastia
Per l'elenco completo dei sovrani di questa dinastia vedi XXIV dinastia egizia.
Breve dinastia, composta solamente da due sovrani, che si colloca alla fine dell'VIII secolo a.C., in uno dei momenti più confusi del terzo periodo intermedio.
L'Egitto, diviso in un grande numero di principati i cui governanti si attribuirono titoli regali, pur governando talvolta solamente una città, era minacciato ad est dall'espansionismo degli Assiri che premevano alle sue porte ed a sud dai sovrani nubiani che affermando di essere i veri discendenti della tradizione egizia miravano alla conquista di tutta la valle del Nilo.
La XXIV dinastia si estinse con la vittoria dei sovrani nubiani che dovranno poi affrontare il problema assiro.

## XXV dinastia
Per l'elenco completo dei sovrani di questa dinastia vedi XXV dinastia egizia.
La XXV dinastia è formata da un gruppo di sovrani di provenienza nubiana discendenti dei sacerdoti di Amon esiliati da Tebe all'inizio della XXII dinastia quando i successori di Herihor, che aveva reso ereditaria la carica di Primo profeta di Amon trasformando di fatto la regione di Tebe in uno stato teocratico, vennero allontanati dal potere da Sheshonq I.
Pur mescolandosi attraverso matrimoni con le famiglie nobili locali, gli esiliati dettero vita ad un regno fortemente egizianizzato in senso conservatore e tradizionalista; principale divinità fu l'Amon di Tebe, venerato nel tempio di Napata, copia di quello di Karnak.
Il primo sovrano nubiano a spingersi verso nord fu Pianki, considerato il fondatore della dinastia, che conquistò Tebe e sconfisse una prima coalizione tra i sovrani della XXII, XXXIII e XXIV dinastia ma che non completò l'opera ritirandosi a Napata dopo la vittoria.
Fu Shabaka a sconfiggere definitivamente i sovrani delle stirpi libiche del Basso Egitto giungendo ad un passo dalla completa riunificazione dell'Egitto.
Infatti malgrado la vittoria alcune città del delta del Nilo mantennero una quasi totale autonomia sotto principi di origine libica; Tani venne governata da principi discendenti, con ogni probabilità dai sovrani della XXIV dinastia mentre Sais fu governata da coloro che daranno poi vita alla XXVI dinastia.
Oltre ai nemici interni la XXV dinastia ebbe un pericoloso nemico nell'impero assiro. Lo scontro durò decine di anni ed ebbe come principale teatro la Palestina, infine, nel 671 a.C., Esarhaddon conquistò il Basso Egitto giungendo fino a Menfi e rese tributari degli assiri i principi del delta.
L'ultimo sovrano della dinastia, Tanutamani, tentò ancora una volta di espellere gli invasori, appoggiati da alcuni principi locali (tra i quali i sovrani di Sais che daranno vita alla XXVI dinastia) ma dopo la sconfitta e la presa ed il saccheggio di Tebe si rifugiò in Nubia.
La dinastia proseguì, mantenendo la sua cultura egizianizzata, spostando però la sua sfera d'interesse verso sud e dando vita, in seguito, a quello che sarà conosciuto come regno di Meroe.
Durante la XXV dinastia la tebaide mantenne la sua notevole autonomia sotto il governo delle Divine Spose di Amon.